# Santa Rita de Cássia (Bahia)
Santa Rita de Cássia (antiga Rio Preto e Ibipetuba) é um município brasileiro do estado da Bahia. Com uma população de 30.000 habitantes segundo o Censo do IBGE em 2010, o município é cortado no sentido oeste-leste pelo rio Preto, sub-afluente do rio São Francisco. Santa Rita está localizada a 1006 km da capital baiana, Salvador e a 168 km de Barreiras, principal cidade do oeste baiano.

## Geografia

### Relevo
Santa Rita de Cássia está localizada na porção nordeste do Planalto Central. Seu terreno tem topografia suave, sem grandes variações de altitude.
Nas serras que circundam o vale do rio Preto, encontram-se morros de aproximadamente 300 metros de altura, como o Morro da Boa Vista, próximo à área urbana do município.
A Chapada das Mangabeiras, localizada no extremo nordeste da Zona do Jalapão, e a Serra da Tabatinga, um pouco mais a leste, são as grandes divisoras entre os estados da Bahia e do Piauí. Essas grandes serras limitam os vales quase planos dos rios Preto e Paraim, atuando como uma fronteira natural que separa os municípios baianos de Santa Rita de Cássia e Mansidão do de Parnaguá, no Piauí.
O sítio onde a cidade se encontra está a 441 metros acima do nível do mar.

### Hidrografia

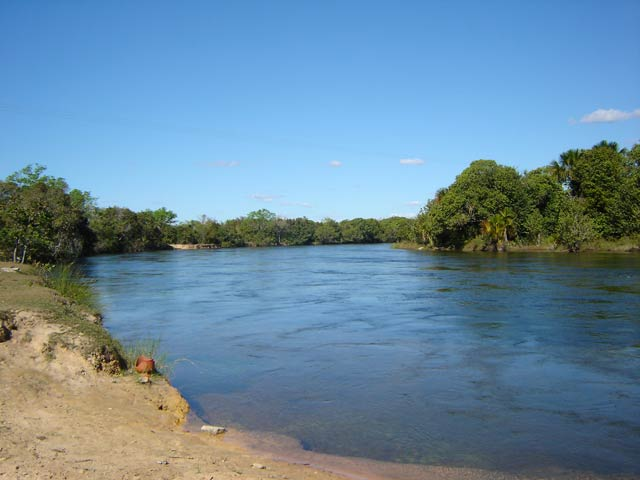
Vista parcial do rio Preto no Porto dos Cavalos.

Santa Rita de Cássia está geograficamente inserida na região mais rica em recursos hídricos do Nordeste brasileiro. A cidade se encontra na bacia hidrográfica do rio São Francisco, na margem esquerda do rio Preto, afluente do rio Grande e sub-afluente do Velho Chico.
Nas áreas rurais do município, é comum o surgimento de lagoas temporárias durante a estação chuvosa em regiões de terreno rebaixado devido ao acúmulo de água das chuvas.
Além dessas lagoas temporárias, existe na região uma série de lagoas de regime perene, como a Lagoa do Tanque, que tem 500 metros de comprimento por 330 de largura; a Lagoa dos Campos, com dimensões de 800 metros de comprimento por 600 de largura; a Lagoa do Peixe, medindo 900 metros de comprimento por 500 metros de largura; a Lagoa do Cercado, medindo 300 metros de comprimento por 300 metros de largura; a Lagoa dos Retirantes, na localidade de Descoberta, com 500 metros de comprimento e 300 metros de largura; e por fim a Lagoa do Monte Alegre, que tem 600 metros de comprimento por 400 de largura e 2 metros de profundidade, localizada no povoado de mesmo nome.

### Vegetação

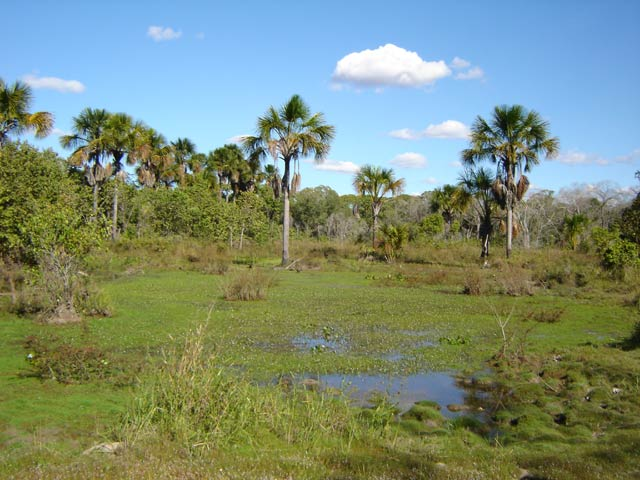
Vereda, paisagem comum às margens do Rio Preto: Buritis, vegetação densa e várzeas alagadas.

O município de Santa Rita de Cássia está localizado na faixa de transição entre os domínios morfoclimáticos do cerrado e da caatinga. Dentre as espécies vegetais originárias da região, destacam-se o angico, a aroeira, o jacarandá, o jatobá, o jenipapeiro, o juazeiro, o pau d'arco, o pau-ferro, o pequizeiro e a sucupira.
Ao longo de todo o curso do rio, ocorre a formação de matas ciliares. As margens do rio Preto são ornamentadas por frondosos buritis, cajueiros, canjeranas, carnaubeiras, ingazeiros, mamoneiras e pés-de-murici, que equilibram-se nos declives das barrancas.

### Fauna
A fauna do município de Santa Rita de Cássia, assim como sua vegetação, é bastante rica e variada. Por todo a região, é possível se deparar com bandos de araras, jandaias, papagaios, periquitos e tucanos das mais variadas cores disputando as frutas silvestres que existem em abundância nas margens do rio Preto. Devido ao desmatamento, atualmente é raro encontrar araras, papagaios ou tucanos nas margens do rio próximo à cidade.
Bicudos, canários, curiós, o pássaro preto e sofrês são algumas das espécies que constroem seus ninhos nos ocos das hastes mais elevadas dos buritizais. A garça branca, o mergulhão e o martim-gravata vivem nas cercanias das lagoas; emas e seriemas na mata mais fechada.
Cágados, piabas, piaus, surubins, traíras e tucunarés enchem o rio Preto de vida; em partes isoladas e mais profundas do rio, há a ocorrência de piranhas.
Antas, caititus, capivaras, o gato-do-mato, jabutis, jacarés, lontras, macacos-prego, pacas, queixadas e saguis pululam por todo o vale do rio Preto, juntamente com uma grande variedade de cobras e insetos.
A onça pintada se destaca como o maior predador natural da região, devorando tatus, veados e até mesmo animais domésticos, como bois e ovelhas.

### Clima
| Maiores acumulados de precipitação em 24 horas registrados em Santa Rita de Cássia por meses (INMET) | Maiores acumulados de precipitação em 24 horas registrados em Santa Rita de Cássia por meses (INMET) | Maiores acumulados de precipitação em 24 horas registrados em Santa Rita de Cássia por meses (INMET) | Maiores acumulados de precipitação em 24 horas registrados em Santa Rita de Cássia por meses (INMET) | Maiores acumulados de precipitação em 24 horas registrados em Santa Rita de Cássia por meses (INMET) | Maiores acumulados de precipitação em 24 horas registrados em Santa Rita de Cássia por meses (INMET) |
| Mês                                                                                                  | Acumulado                                                                                            | Data                                                                                                 | Mês                                                                                                  | Acumulado                                                                                            | Data                                                                                                 |
| --- | --- | --- | --- | --- | --- |
| Janeiro                                                                                              | 172,4 mm                                                                                             | 18/01/1977                                                                                           | Julho                                                                                                | 13 mm                                                                                                | 28/07/1939                                                                                           |
| Fevereiro                                                                                            | 105 mm                                                                                               | 09/02/1980                                                                                           | Agosto                                                                                               | 35,4 mm                                                                                              | 30/08/2003                                                                                           |
| Março                                                                                                | 122,5 mm                                                                                             | 11/03/1952                                                                                           | Setembro                                                                                             | 124,4 mm                                                                                             | 27/09/1977                                                                                           |
| Abril                                                                                                | 76 mm                                                                                                | 03/04/1994                                                                                           | Outubro                                                                                              | 127 mm                                                                                               | 26/10/1999                                                                                           |
| Maio                                                                                                 | 69,6 mm                                                                                              | 08/05/2006                                                                                           | Novembro                                                                                             | 100 mm                                                                                               | 15/11/1946                                                                                           |
| Junho                                                                                                | 21 mm                                                                                                | 07/06/1945                                                                                           | Dezembro                                                                                             | 120,8 mm                                                                                             | 13/12/1962                                                                                           |
| Período: 1931 a 1970 e 1977-presente                                                                 | | | | | |

Santa Rita de Cássia possui um clima bem variado, como o de toda a zona são-franciscana. É seco nas partes oeste e noroeste do município; nas vertentes do rio Preto, onde há mais umidade, a temperatura baixa sensivelmente no inverno. Sua posição geográfica assegura temperaturas elevadas durante quase todo ano, devido à forte radiação solar.
A temperatura média compensada anual gira em torno dos 25 °C, sendo a mínima média de 19 °C e a máxima de 33 °C. O índice pluviométrico é de 962 milímetros (mm) anuais (1991-2020), concentrados entre os meses de novembro e abril. Com quase 3 000 horas de insolação por ano, a umidade relativa do ar chega a níveis críticos especialmente nos meses mais secos, facilitando a ocorrência de queimadas, principalmente em áreas rurais.
Segundo dados do Instituto Nacional de Meteorologia (INMET), referentes ao período de 1931 a 1970 e a partir de 1977, a menor temperatura registrada em Santa Rita de Cássia foi de 6,1 °C em 27 de julho de 1954 e a maior atingiu 41,6 °C em 8 de outubro de 2020 e 22 de setembro de 2021. O maior acumulado de precipitação em 24 horas foi de 172,4 mm em 18 de janeiro de 1977, seguido por 166,2 mm em 20 de janeiro de 2016. O mês de maior precipitação foi janeiro de 2016, quando foram registrados 827,7 mm.
| Dados climatológicos para Santa Rita de Cássia                                                         | Dados climatológicos para Santa Rita de Cássia | Dados climatológicos para Santa Rita de Cássia | Dados climatológicos para Santa Rita de Cássia | Dados climatológicos para Santa Rita de Cássia | Dados climatológicos para Santa Rita de Cássia | Dados climatológicos para Santa Rita de Cássia | Dados climatológicos para Santa Rita de Cássia | Dados climatológicos para Santa Rita de Cássia | Dados climatológicos para Santa Rita de Cássia | Dados climatológicos para Santa Rita de Cássia | Dados climatológicos para Santa Rita de Cássia | Dados climatológicos para Santa Rita de Cássia | Dados climatológicos para Santa Rita de Cássia |
| Mês | Jan                                            | Fev                                            | Mar                                            | Abr                                            | Mai                                            | Jun                                            | Jul                                            | Ago                                            | Set                                            | Out                                            | Nov                                            | Dez                                            | Ano                                            |
| --- | ---------------------------------------------- | ---------------------------------------------- | ---------------------------------------------- | ---------------------------------------------- | ---------------------------------------------- | ---------------------------------------------- | ---------------------------------------------- | ---------------------------------------------- | ---------------------------------------------- | ---------------------------------------------- | ---------------------------------------------- | ---------------------------------------------- | ---------------------------------------------- |
| Temperatura máxima recorde (°C)                                                                        | 39,4                                           | 41,6                                           | 38,8                                           | 38,7                                           | 37,6                                           | 38,7                                           | 37,5                                           | 38,8                                           | 41,6                                           | 41,6                                           | 40,8                                           | 39,6                                           | 41,6                                           |
| Temperatura máxima média (°C)                                                                          | 32,5                                           | 31,8                                           | 32                                             | 32,4                                           | 32,5                                           | 32,4                                           | 32,5                                           | 34                                             | 35,8                                           | 36,2                                           | 33,8                                           | 32,9                                           | 33,2                                           |
| Temperatura média compensada (°C)                                                                      | -                                              | 25,4                                           | 25,5                                           | 25,6                                           | 25                                             | 23,8                                           | 23,5                                           | 24,9                                           | 27                                             | 28,2                                           | 26,7                                           | 26                                             | -                                              |
| Temperatura mínima média (°C)                                                                          | 19,9                                           | 19,9                                           | 20,1                                           | 19,6                                           | 17,9                                           | 15,1                                           | 14                                             | 14,9                                           | 17,6                                           | 20                                             | 20,3                                           | 20                                             | 18,3                                           |
| Temperatura mínima recorde (°C)                                                                        | 12,1                                           | 13,8                                           | 12,3                                           | 11,4                                           | 8,7                                            | 7,5                                            | 6,1                                            | 7,2                                            | 8,2                                            | 10,7                                           | 11,7                                           | 10,1                                           | 6,1                                            |
| Precipitação (mm)                                                                                      | 171,5                                          | 132,6                                          | 152,5                                          | 71,6                                           | 21,6                                           | 1,1                                            | 0                                              | 2                                              | 6,5                                            | 62,7                                           | 166,6                                          | 173,7                                          | 962,4                                          |
| Dias com precipitação                                                                                  | 11                                             | 10                                             | 11                                             | 6                                              | 2                                              | 0                                              | 0                                              | 0                                              | 1                                              | 5                                              | 10                                             | 10                                             | 66                                             |
| Umidade relativa compensada (%)                                                                        | -                                              | 71,9                                           | 72,5                                           | 68,4                                           | 62,6                                           | 55,2                                           | 50,2                                           | 45                                             | 42,2                                           | 45,7                                           | 61,6                                           | 66,6                                           | -                                              |
| Insolação (h)                                                                                          | 226,5                                          | 194,8                                          | 225,3                                          | 243,3                                          | 266,2                                          | 286,7                                          | 307,1                                          | 311,2                                          | 280,9                                          | 257,4                                          | 205,8                                          | 216,8                                          | 3 022                                          |
| Fonte: INMET (normal climatológica de 1991-2020; recordes de temperatura: 1961 a 1970 e 1977-presente) |                                                |                                                |                                                |                                                |                                                |                                                |                                                |                                                |                                                |                                                |                                                |                                                |                                                |

## Governo

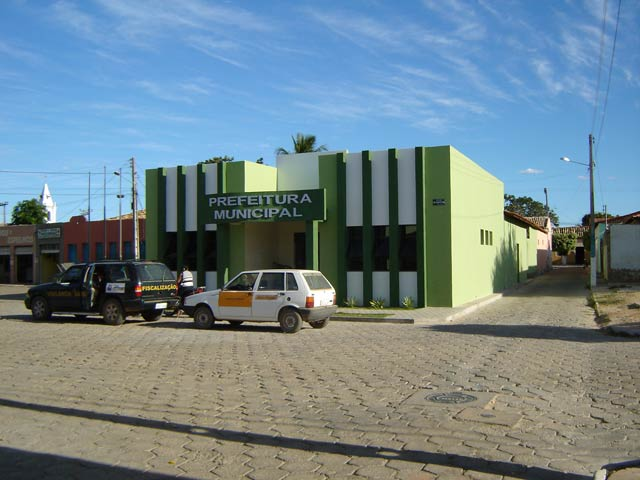
Prédio da Prefeitura de Santa Rita de Cássia, inaugurado em 1953.

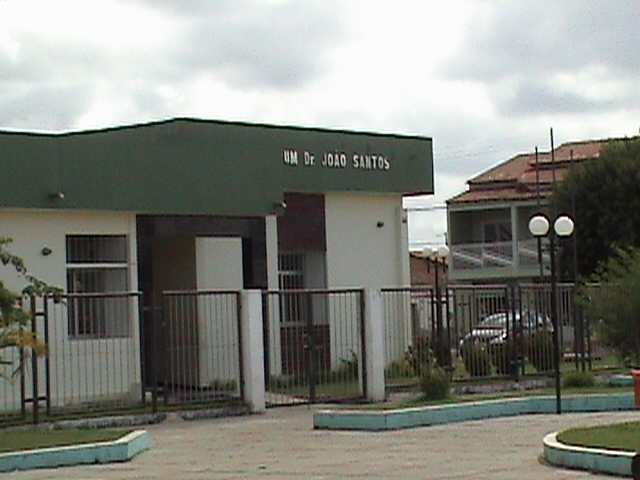
Fórum Dr. João Santos, instituição que abriga as instalações do Poder Judiciário na Comarca de Santa Rita de Cássia.

O Poder Executivo do município de Santa Rita de Cássia é representado pelo prefeito e seu gabinete de secretários, seguindo o modelo proposto pela Constituição Federal de 1988.
O Poder Legislativo é representado pela Câmara Municipal, composta por 9 vereadores eleitos diretamente pela população para cargos de quatro anos. Cabe à Câmara elaborar e votar leis fundamentais à administração e ao Executivo, especialmente o orçamento municipal (conhecido como Lei de Diretrizes Orçamentárias).
O Fórum Dr. João Santos abriga as instalações do Poder Judiciário na Comarca de Santa Rita de Cássia, e é mantido pela Instituição Pedro Ribeiro de Administração Judiciária (IPRAJ).
Antes da emancipação do município, Santa Rita de Cássia contava com um juizado de paz subordinado à Comarca do São Francisco, da província de Pernambuco. Por um decreto de 28 de junho de 1872, a Comarca do São Francisco foi dividida em duas, dando lugar à criação da Comarca do Rio Grande, com sede em Campo Largo (atual Cotegipe), sendo Santa Rita do Rio Preto anexada a ela.
Transferida a sede da Comarca do Rio Grande (que abrangia também os municípios de Angical, Campo Largo e Barreiras) para Santa Rita do Rio Preto pelo ato de 3 de agosto de 1892, aí permaneceu até a publicação do decreto estadual nº 266, de 4 de outubro de 1904, quando essa comarca foi extinta, voltando Santa Rita do Rio Preto a ser termo da Comarca do São Francisco, que era sediada na cidade de Barra do Rio Grande. Anos antes, em 6 de setembro de 1898, com a criação da Comarca da Ribeira, sediada em Barreiras, as cidades de Angical, Campo Largo e Barreiras saíram da alçada do município de Santa Rita do Rio Preto.
Por força do decreto estadual 722, de 20 de agosto de 1909, foi transferida a sede da Comarca do São Francisco para Santa Rita do Rio Preto; todavia, a sede retornou para a cidade de Barra em 1911.
Por fim, com o decreto-lei estadual nº 512, de 19 de junho de 1945, a Comarca de Santa Rita do Rio Preto foi restaurada, com o nome de Ibipetuba, e desmembrada da de Barra. Com a mudança do nome da cidade em 1957 para Santa Rita de Cássia, a comarca acompanhou a mudança e também teve sua denominação alterada.
Dados do TRE/BA mostram que em 2008 o eleitorado votante de Santa Rita de Cássia era formado por 20.303 eleitores e que o município contava com 46 locais de votação e 72 seções eleitorais.
Ao lado, temos um quadro mostrando o número de eleitores que realmente votaram nas principais eleições do início do século XX, quando o município ainda vivia sob a tutela dos coronéis.
*FONTE: Ministério da Agricultura, Indústria e Comércio - Diretoria do Serviço de Estatística - Estatística Eleitoral da República dos Estados Unidos do Brazil. p. 17-39; In: Guedes, Anuário 1934, p. 45-48

## Economia
Segundo dados da SEI/IBGE, em 2003 o PIB do município apresentava a seguinte composição setorial: 38,65% agropecuária, 8,39% indústria e 52,96% serviços.

### Setor primário
Desde o início da sua história, a economia santarritense é tradicionalmente caracterizada pela pecuária extensiva, com destaque para os rebanhos de asininos, bovinos, caprinos e suínos. As criações de aves, equinos e ovinos, embora menores, também têm um peso considerável na vida econômica do município.
Na produção agrícola de Santa Rita de Cássia, destacam-se os cultivos de feijão, mandioca (da qual Santa Rita é o 36º maior produtor baiano), melancia (6º maior produtor do estado) e milho, e em menor escala o da cana-de-açúcar.
Os trabalhadores rurais do município estão organizados em três grandes associações: Associação dos Pequenos Produtores Rurais; Associação dos Produtores Rurais da Fazenda Senhor do Bonfim, vinculada ao Incra, com sede na Fazenda Senhor do Bonfim (Coinfra); e por fim, o Sindicato dos Trabalhadores Rurais de Santa Rita de Cássia, que é vinculado à Central Única dos Trabalhadores (CUT) e à Confederação Nacional dos Trabalhadores na Agricultura.
O principal fruto do extrativismo na região é o carvão vegetal; Santa Rita de Cássia está entre os municípios baianos que mais produzem essa matéria-prima.

### Manufatura
Conforme registros na JUCEB, Santa Rita de Cássia possuía em 2001 24 indústrias, ocupando o 117º lugar na posição geral do Estado da Bahia.
As tradicionais mini-indústrias artesanais fabricam uma grande variedade de produtos caseiros, como o licor de caju e o de jenipapo, a rapadura comum e a rapadura batida e os doces de buriti, caju e de murici, além do beiju de massa. A produção desses produtos, porém, não acontece o ano todo, limitando-se a determinadas épocas do ano, de acordo com a disponibilidade da matéria-prima necessária (por exemplo, o vinho de caju só é produzido no "tempo do caju", assim como o doce de murici só é produzido no "tempo do murici" e etc.).
A criação de animais possibilita a fabricação de coalhadas, doce de leite, manteiga de gado, requeijão e sabão, tanto para o consumo local como para a comercialização.
A extração da aroeira propiciou o surgimento de uma pequena mas expressiva indústria moveleira na região. Há também no município algumas poucas indústrias de alvenarias e telhas.
No solo do município encontra-se argila em abundância para o artesanato e areia para a construção civil.

### Comércio
Em 2001, Santa Rita de Cássia contava com 535 estabelecimentos comerciais, 30ª posição dentre os municípios baianos.

### Telecomunicações
Em 1930 chega a Santa Rita de Cássia a primeira linha telegráfica.

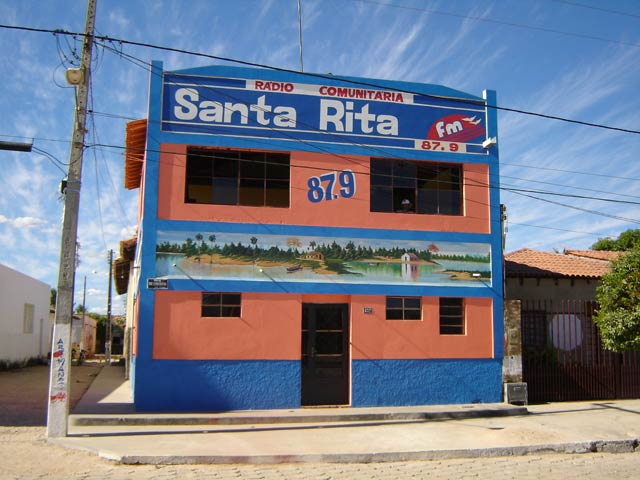
Prédio da Rádio Comunitária Santa Rita.

A Rádio Comunitária Santa Rita é a emissora responsável por levar à população santarritense entretenimento e notícias dos principais acontecimentos locais. Como apoio à rádio, existe um serviço de alto-falante chamado A Voz da Igreja Matriz, que é um carro da paróquia que percorre toda a cidade anunciando missas, batismos, casamentos e funerais.
Em setembro de 2006, foi inaugurada a primeira torre de telefonia móvel do município, o que permitiu à população o uso de telefones celulares. Porém, essa torre capta apenas o sinal da operadora Vivo.
O primeiro periódico que circulou regularmente na cidade foi o A Ideia, do dramaturgo Jorge Correia de Souza. O semanário foi editado durante toda a década de 1930, mas misteriosamente deixou de ser publicado na década seguinte. Outro jornal que também marcou época em Santa Rita de Cássia foi O Jovial, produzido pelo Grupo de Jovens da Igreja Católica durante os anos 70.

### Energia elétrica
A energia elétrica chegou a Santa Rita de Cássia em 1908, porém nessa época somente as ruas principais e os prédios públicos foram beneficiados; nas demais partes da cidade, permaneceu a iluminação a gás.
Somente no início dos anos 40 é que o então prefeito Abdiel dos Reis estendeu a energia elétrica a toda a área urbana do município; consta que ele mandou instalar tudo com seus próprios recursos.
Até os anos 70, o motor responsável pela produção de eletricidade era desligado às 22h, para evitar uma sobrecarga de energia.
No ano de 2001, o município registrou 4 721 consumidores de energia elétrica, com um consumo elétrico residencial médio de 78,45 kWh por habitante (122º no ranking dos municípios baianos). A tensão padrão usada em Santa Rita de Cássia é de 220 V.

### Turismo
Sem dúvida a principal atração turística de Santa Rita de Cássia é o rio Preto, que proporciona lazer e sustento à comunidade.
Na margem direita do rio, fica o Parque Ecológico Zabelê, antiga Ilha Grande, uma grande área verde onde é possível fazer caminhadas e andar a cavalo. Há também nessa margem, próximo ao local onde existia uma antiga ponte de madeira, uma pequena ilha à qual o povo chama de Croinha. Na margem esquerda fica o Parque do Povo, mais conhecido pelo nome de Piranhas, que é o ponto mais movimentado e procurado do rio, sediando inclusive shows musicais.

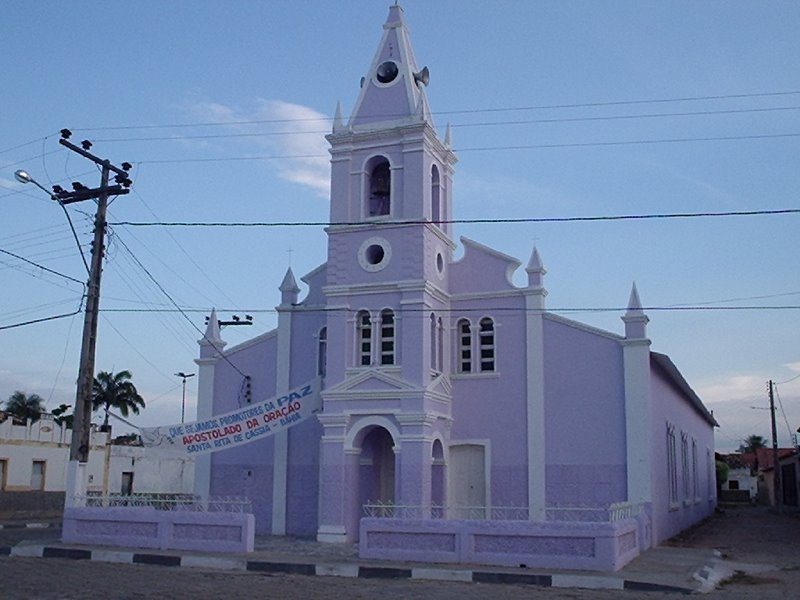
Prédio da Igreja Matriz da Paróquia de Santa Rita de Cássia.

Além do rio Preto, destaca-se o prédio da Igreja Matriz, cuja manutenção é feita por meio de donativos arrecadados pela Novena dos Conterrâneos realizada anualmente em Brasília e enviados à paróquia de Santa Rita de Cássia.

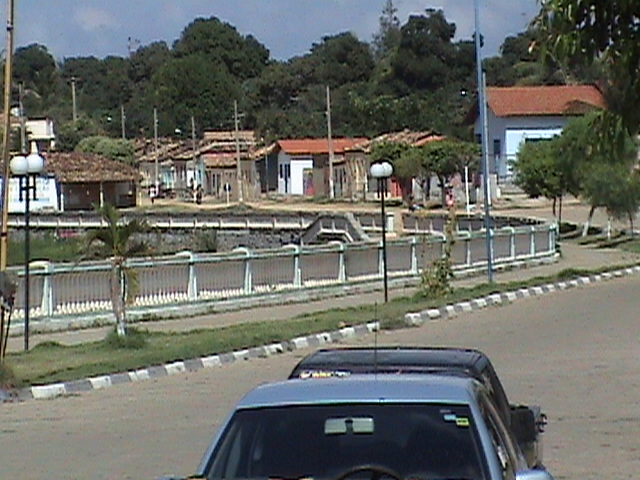
Novo cais de Santa Rita de Cássia, construído em substituição ao antigo cais que foi destruído na enchente de 1980.

Há também o novo cais, inaugurado em 2004, que circunda boa parte do perímetro urbano do rio.
A época do ano em que a cidade mais recebe visitantes é no mês de dezembro, devido à grande quantidade de festas e shows musicais que ocorrem na cidade nesse mês. Logo em seguida vem o mês de maio, que é quando ocorrem as festividades em homenagem à padroeira da cidade.
Desde 2003, no mês de dezembro, acontece um carnaval fora de época chamado Santa Folia, cujas atrações são quatro grandes blocos musicais: Agora é Nóis, Tô Piulado, Zueira e Badauê", sendo que o último foi criado em 2010.
Em 2005 surgiram duas novas festas na cidade: Fuzuê e Tá Tudo Bem Beer Fest. Em 2009, surgiu também o Misturaê Beer Fest. Todas acontecem no mês de dezembro, juntamente com os blocos.
O parque hoteleiro da cidade registra 90 leitos. A taxa de ocupação desses leitos é baixa na maior parte do ano, com exceção dos meses de maio e dezembro.
O perfil do turista que procura Santa Rita de Cássia nas férias é tipicamente pessoas que nasceram na cidade ou região, que vão visitar seus parentes; vale ressaltar que a grande maioria desses visitantes é residente em Brasília. Porém, desde o final dos anos 90, o número de visitantes que não possuem qualquer vínculo com a cidade cresceu bastante e a tendência é só aumentar. A criação dos blocos foi um dos fatores que contribuíram para esse crescimento.

## Demografia
Segundo dados do IBGE/2000, a taxa de urbanização de Santa Rita de Cássia era de 50,72%. A população urbana do município naquele ano era de aproximadamente 12.185 habitantes, enquanto a rural era de 11.841.
A organização espacial da área urbana de Santa Rita de Cássia é dividida em bairros, para fins administrativos. São eles: Centro, BNH, Samambaia e Alto da Boa Vista. Há também os povoados de Aroeiras, Formigueiro, Ingazeira, Itiquera, Malhada Grande, Monte Alegre, Peixe-de-Dentro, Tanquinho e Vargem Grande, localizados na zona rural.
Com o desenvolvimento do plantio da soja em Barreiras na década de 1980, Santa Rita de Cássia vem recebendo desde então um pequeno, mas contínuo fluxo de migrantes do sul do país, a maioria de ascendência italiana, que passaram a se estabelecer na região devido às oportunidades econômicas que essa nova fronteira agrícola do país oferece.
O município de Santa Rita de Cássia apresenta uma série de problemas socioeconômicos. Seu IDH, o 106º melhor dentre os municípios baianos, reflete claramente isso. Se fosse um país, o município de Santa Rita de Cássia ocuparia a 123ª posição no ranking mundial, ficando entre o Tadjiquistão (0,652) e o Marrocos (0,640).
O sistema de esgoto atende à maioria da população e os banheiros têm água encanada em quase toda a cidade.

## Educação

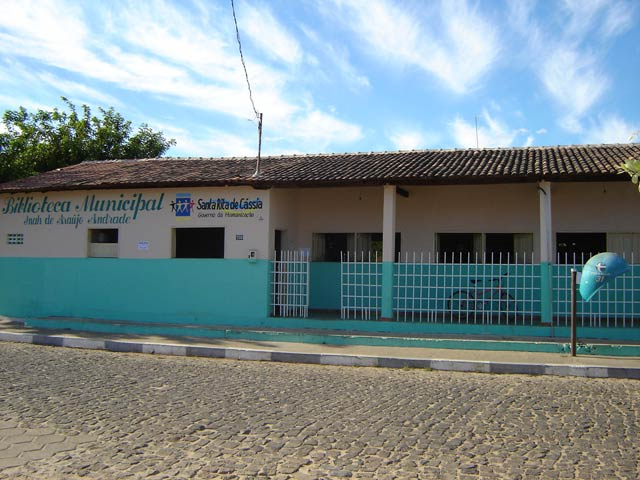
Biblioteca Inah de Araújo Andrade da Escola Municipal Santarritense, a maior biblioteca pública do município de Santa Rita de Cássia.

Entre instituições de ensino médio e de ensino fundamental, a rede educacional de Santa Rita de Cássia é composta por vinte escolas, sendo nove municipais, oito estaduais e três particulares. Oito dessas escolas ficam na zona rural e as doze restantes na área urbana do distrito sede.
O número de bibliotecas não é proporcional ao tamanho da população, sendo a Biblioteca Inah de Araújo Andrade da Escola Municipal Santarritense (que conta com um acervo de 2200 volumes e é mantida pela prefeitura) a principal biblioteca pública do município.
Com apenas quatro bibliotecas escolares (sendo que três delas são fechadas ao público externo) e uma pública, a rede de bibliotecas de Santa Rita de Cássia é deficitária e não atende às demandas informacionais da população.

## Cultura
O santarritense é um povo festeiro por natureza. Durante todo o mês de janeiro, por exemplo, acontece a Folia de Reis, na qual grupos teatrais percorrem toda a cidade seguidos por uma multidão, representando a captura do boi em frente às casas das pessoas.
No período de 20 a 26 de março, a prefeitura patrocina as comemorações do aniversário da cidade. Pela manhã há o hasteamento das bandeiras do Brasil, da Bahia e a de Santa Rita de Cássia, seguido de discursos das autoridades da cidade e por um culto ecumênico na Igreja Matriz. À tarde são apresentadas peças folclóricas na Praça Rui Barbosa (mais conhecida como Praça do Fórum) pelas escolas do município e à noite os conjuntos musicais da cidade se apresentam nessa mesma praça.
Em março também se inicia o Campeonato Santarritense de Futebol, campeonato esse que dura até o mês de agosto. Entre março e abril ocorrem as tradicionais festividades relacionadas à Semana Santa.
A Festa da Padroeira do município se estende do dia 15 ao dia 22 de maio, e atrai pessoas de todos os municípios da região e de Brasília. Juntamente com a Festa de Santa Rita de Cássia, acontece a tradicional Vaquejada, entre os dias 18 e 20 de maio. Entre o final de maio e início de junho acontece outra festa de caráter religioso: a também tradicional Festa do Divino Espírito Santo. Junho é marcado, também, pela festa de São João, entre os dias 18 e 29 desse mês.
Em 7 de setembro, todas as escolas públicas e particulares de Santa Rita de Cássia se juntam para organizar grandes desfiles em comemoração à independência do Brasil. Assim como acontece na Folia de Reis, uma grande multidão se amontoa para seguir o desfile, que percorre as principais ruas da cidade.

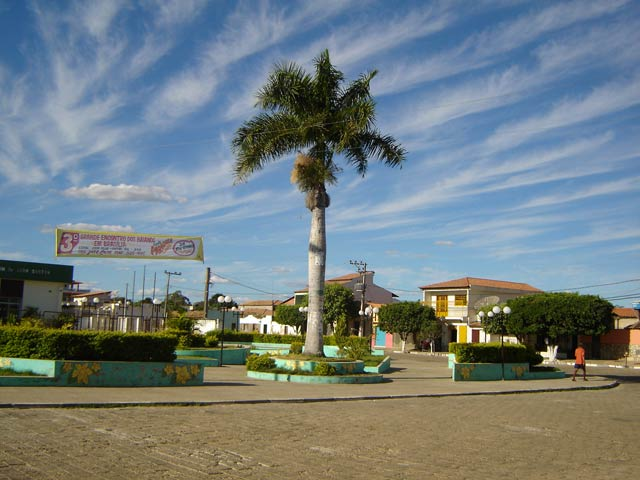
Praça Rui Barbosa (mais conhecida como Praça do Fórum), ponto de encontro da juventude santarritense.

A cidade conta com o arquivo da Paróquia de Santa Rita de Cássia, local onde estão arquivados documentos das várias gerações de habitantes que a cidade já teve, tais como assentos de batismo e casamento. A instituição mantenedora desse arquivo é a Diocese de Barreiras, que também é proprietária do prédio da Igreja Matriz.
A Paróquia de Santa Rita de Cássia é a principal instituição de divulgação cultural da cidade. Além do arquivo, ela mantém o Coral Santa Rita, composto por um regente e cerca de 60 integrantes.
Existe a previsão de se inaugurar em breve a Casa de Cultura de Santa Rita de Cássia, uma espécie de museu onde será possível encontrar as biografias dos santarritenses mais ilustres da história, aqueles que mais contribuíram para o desenvolvimento da região. Essa Casa irá funcionar onde hoje é o Mercado Velho, na praça da Bandeira. O prédio passará por uma grande reforma antes, passando a abrigar uma moderna sala de cinema e outra para apresentações teatrais, bem como um espaço para exposições de peças de artesanato.
Devido à falta de opções culturais, a população de Santa Rita de Cássia costuma se reunir à noite na Praça do Fórum, situada entre as avenidas Santos Dumont e Anália Nascimento, no centro da cidade. Essa praça funciona como um verdadeiro ponto de encontro, principalmente para os jovens, com quiosques e muita música. É nessa praça também que acontecem os principais eventos artísticos-culturais da cidade.
A única galeria da cidade é a Sala de Exposição da Igreja Batista Canaã, com capacidade para 30 pessoas e que funciona conforme a necessidade. Além dessa galeria, a cidade conta com 8 auditórios/salões para convenções.

### Arquitetura e Artesanato Funcional
Na zona rural, onde a agricultura de subsistência persiste, existem casas feitas de adobe (chamado também de adobo) e palha, em construções diversas como as casas de farinha, que são criadas para serem utilizadas somente na colheita e beneficiamento de mandioca, cana-de-açúcar ou armazenamento de produtos agrícolas como fumo, milho, arroz, feijão, etc.
O crescimento da quantidade de olarias facilitou a construção de casas de tijolos e telhas cozidos, que são utilizados nas casas principais no ambiente rural. Essas construções têm estrutura parecida em materiais utilizados no teto (eixos de troncos, caibos e ripas de madeira), telhas de barro e pilares de troncos sem verniz, com paredes divisórias laterais abertas na cozinha e cobrindo totalmente a extensão vertical disponível quando laterais, com janelas fechadas por tramelas de madeira ou aberturas ventilatórias.
As distribuições dos cômodos variam, mas é frequente que haja a sala principal com uma janela, um quarto (ou mais) em um dos lados da sala, a copa (segunda sala), a cozinha (com um fogão a lenha), a dispensa (com giraus) e o quintal.
Externamente, costuma haver simetria frontal, com os pilares maiores no centro da construção, elevando o teto em forma de A.
Os pisos costumam ser de chão batido, cimento pintado, lajotas ou tijolos. As casas com azulejos são raras porque são caras e demandam muito para a limpeza e conservação, principalmente sem água encanada.
As cercas são sólidas, feitas de madeira, com vigas sobrepostas angularmente entre estacas, perfazendo uma conjuntura contínua assimétrica, de altura média constante (1,50 m) e sem espaços. São comuns em locais onde se cria suínos e caprinos, porque podem atravessar cercas de arame.
Além das casas e cercas, outras benfeitorias requerem construções típicas: algumas cisternas são revestidas na parte interna por tijolos cozidos e massa com cimento até o nível da água, e detêm uma polia roliça cavada, suspensa por duas forquilhas (uma em cada extremidade), que enrola e desenrola uma corda atada a um balde através da rotação do seu eixo, feita manualmente.
Os giraus são grades de madeira elevadas a mais de meio metro (para proteção contra pequenos animais), usados para armazenar alimentos ou servir como poleiros. Alguns giraus são usados como pias.
Portões são comuns na entrada dos currais ou na entrada principal de uma fazenda. Os mais resistentes são feitos com ripas delgadas fixadas por pregos grandes e porcas. Os portões menores são os chamados crochetes (talvez da palavra francesa crochet - gancho), feitos pela secção de parte de uma cerca de arame e por dois apêndices de arame que formam uma bipresilha de tensão no topo e na base da uma estaca grossa, conectando à outra parte da cerca por uma estaca fina, solta.
Os currais costumam ser feitos da mesma maneira que as cercas: grandes estacas fixadas lado a lado, vinculadas, com vigas horizontais sobrepostas.
Os carros de boi são veículos feitos de madeira, com encaixes justos, que mantém durabilidade, apesar das condições das estradas por onde passam. Seus eixos não são flexíveis e não há molas que absorvam os impactos das cargas, o que gera pressão nos eixos roliços, gerando o ruído característico desse veículo. Alguns carros utilizam óleo para diminuir o atrito direto. As rodas são feitas com ripas largas cortadas angularmente nas extremidades, de uma maneira que formam uma elipse (a própria roda) quando se juntam, forçadas por um encaixe de ripas internas e externas que mantêm a roda unida. Durante décadas, o carro de boi foi um dos principais meios de transporte para levar a população da zona rural para a cidade.
Nas zonas periféricas da área urbana, existem casas feitas com adobe e em construções antigas por toda a cidade. A Igreja Velha, que acabou sendo demolida depois de uma enchente, era talvez a construção mais antiga na cidade.
A maioria das casas tem simetria frontal, com duas janelas e uma porta, e um telhado contínuo em A (frontalmente ou lateralmente), e pisos de cimento ou cerâmicas. A extensão lateral corresponde, em média, a aproximadamente metade da área residencial lateral de uma rua.
Outras construções são edifícios pequenos, casas com cômodos dispostos de maneira variada e telhados com forramento de madeira e pisos de azulejo.
A quadra de esportes, onde antes era o campo do Asa Branca, apresenta uma arquitetura simples, com pilares baixos que sustentam uma abóbada metálica comprida.

## Transportes

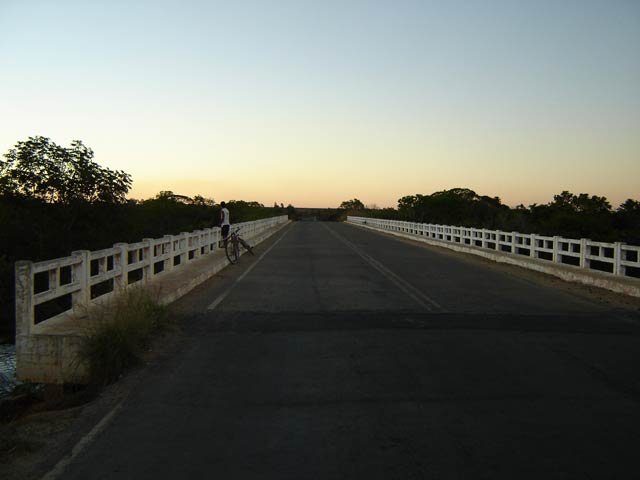
Ponte sobre o rio Preto que dá acesso à cidade.

Santa Rita de Cássia, distante 816 quilômetros de Brasília e 1006 de Salvador, está situada em um importante entroncamento rodoviário e hidroviário, que interliga as regiões Norte, Nordeste e Centro-Oeste do país.
Dentre os equipamentos urbanos do município, estão a rodoviária (terminal rodoviário Rolemberg Batista) e um pequeno entroncamento rodoviário, localizado a 67 quilômetros da cidade, ao redor do qual se desenvolveu um vilarejo.
As rodovias e estradas que atravessam o município (sejam elas federais, estaduais ou municipais) são conhecidas pelo seu péssimo estado de conservação, o que dificulta a locomoção entre as localidades e aumenta consideravelmente o tempo de viagem.
As principais rodovias que servem o município de Santa Rita de Cássia são: BA-225, BA-351 e BA-451 (estaduais); BR-020, BR-135 e BR-242 (federais). Além dessas, existem várias estradas de chão que servem para ligar a sede do município às áreas rurais.
O município conta ainda com um pequeno aeroporto, que na verdade é apenas uma pista de pouso de pequeno porte, asfaltada e com 1000 metros de comprimento.

### Histórico
Atualmente, a navegação no rio Preto tem um caráter mais de lazer do que propriamente o de transporte de pessoas e mercadorias, ao contrário do que acontecia até a década de 1960, quando o acesso à cidade por terra era difícil devido à escassez de estradas. Por isso é que a região viveu durante tanto tempo na dependência econômica do rio Preto, que foi de fundamental importância para seu desenvolvimento. A sede do município de Santa Rita de Cássia fica a 96 km de distância da Serra do Boqueirão, local de desembocadura do rio Preto, no município de Mansidão.
Até a década de 1960, poucas eram as estradas ligando as vilas sertanejas, entre elas uma franca estrada de cavaleiros, com 80 quilômetros de extensão, que ligava Santa Rita de Cássia à vila de Corrente, no Piauí.
Em meados do século XIX, o tenente José da Rocha Medrado ampliou as comunicações entre Santa Rita do Rio Preto e o estado do Piauí, realizando a abertura de boas estradas para a sua fazenda Boa Esperança (fazenda essa que está situada na divisa da Bahia com o Piauí), figurando, pois, como porta de intercâmbio de pessoas e escoadouro das produções de cada um deles para o outro. Antes dele, somente o Barão de Cotegipe tinha tido a iniciativa de mandar abrir estradas comunicando as vilas do sertão baiano.
Em 1886, o engenheiro Eduardo José de Moraes propôs ligar, por meio de um canal, o rio Preto ao rio Gurgueia, para estabelecer uma navegação regular de mais de 700 léguas de rios, incluindo aí o Parnaíba, desde o interior da província até o oceano, mas o projeto não vingou.
No início do século XX, vários outros engenheiros, como Agenor Augusto de Miranda, propuseram a abertura de rodovias ligando o vale do Parnaíba ao do rio São Francisco, passando por Santa Rita de Cássia, mas suas ideias e sugestões foram totalmente ignoradas pelos governos estaduais.
Somente com a inauguração de Brasília, em 1960, é que o município de Santa Rita de Cássia se viu verdadeiramente integrado na malha rodoviária nacional, uma vez que a Região Oeste da Bahia passou a ter acesso às rodovias que levavam à nova capital e, consequentemente, aos grandes centros urbanos do Sudeste.